# Ek Onkar

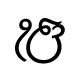
"Ek Onkar", gestileerd

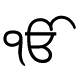
"Ek Onkar", normaal

Ek Onkar (ੴ, ook geschreven als ਇਕ ਓਅੰਕਾਰ, Ik Ōaṅkār, Ek Omkar, Ik Omkar, e.a.) is een symbool in het Gurmukhi-schrift dat letterlijk "één God" betekent.  Ek Onkar is een combinatie van drie lettergrepen: Ek - één, Om - God, en kar, wat staat voor continuïteit, tijdloosheid en de eeuwige aanwezigheid van Om (God). Deze laatste lettergreep staat boven de tweede lettergreep (Om) geschreven.

## Ek Onkar in het sikhisme
Ek Onkar is een centraal principe in de godsdienstige filosofie van het sikhisme. Goeroe Nanak, de stichter van het sikhisme, gebruikte het symbool om te verwijzen naar het idee van de eenheid van God. Volgens de sikhs is er één, altijd aanwezige en volmaakte godheid. Ek Onkar is het eerste symbool in Goeroe Granth Sahib, het heilige boek van de sikhs.